# Hönnetal

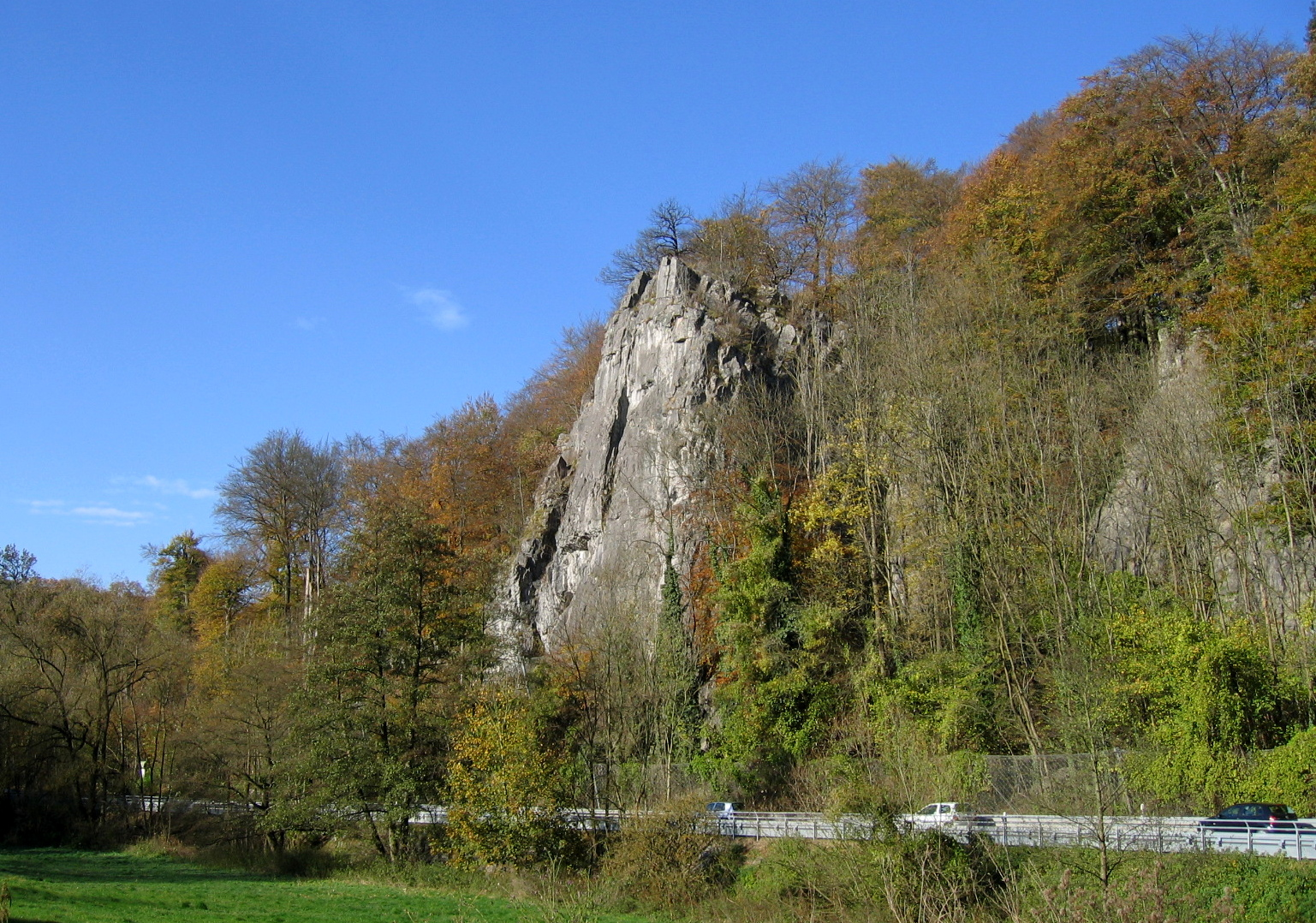
Felsformation „Sieben Jungfrauen“ (Teilansicht)

Das Hönnetal wird von der Hönne durchflossen, einem Nebenfluss der Ruhr. Es liegt im Sauerland in Nordrhein-Westfalen und zählt zu den bedeutenden Karstgebieten in Deutschland. Mit seinen vielen prähistorischen Höhlen, als jahrhundertelanges Grenzgebiet zwischen Kurköln und der Grafschaft Mark wie auch als Denkmal der menschenverachtenden Ideologie des Nationalsozialismus hat es eine besondere kulturhistorische Bedeutung in Deutschland.
Gegensätzliche Nutzungsinteressen – wirtschaftliche Nutzung, Nutzung als naturschonender vs. naturbelastender Verkehrsraum, Schutz von Flora und Fauna, Freizeitnutzung (Klettern, Wandern, Radfahren) und touristische Erschließung – treffen im Hönnetal in exemplarischer Weise aufeinander.

## Geographie

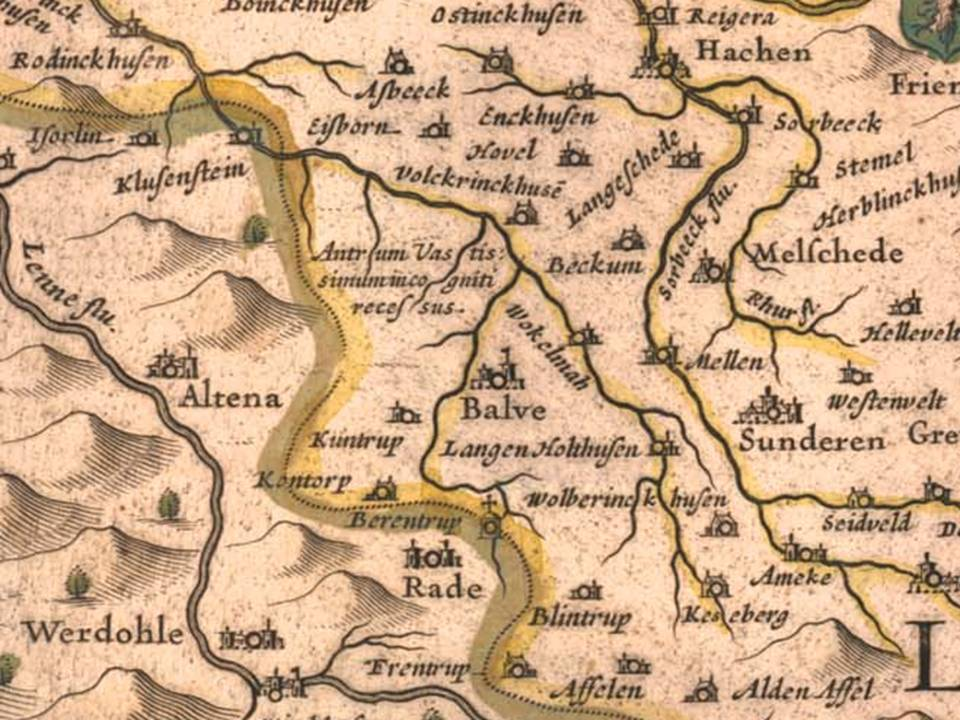
Hönnetal 1645 – Kartenausschnitt aus Westphalia Ducatus, Blaeu. Beschreibung zum Hönnetal: „Antrum vastissimum incogniti recessus“ (etwa: wüste Höhle, unerforschte Abgründe)

Das Hönnetal erstreckt sich entlang der 33,4 km langen Hönne, die mit ihren Zuläufen ein Einzugsgebiet von 262,2 km² aufweist. Sie fließt zunächst nach Nordosten, dann nach Nordwesten. Das Hönnetal verbindet die Ortschaften Neuenrade, Garbeck, Balve, Sanssouci, Volkringhausen, Binolen, Oberrödinghausen, Lendringsen, Menden und Fröndenberg. Der befestigte Fahrweg durch das Hönnetal wurde im Jahr 1814 angelegt. Vorher führten Höhenwege um das unwegsame Hönnetal herum (zum Beispiel der „Iserlohner Weg“ über den Balver Wald). Nach jahrzehntelangen Planungen wurde im Jahr 1912 die Hönnetalbahn eröffnet, als eingleisige Strecke mit Endbahnhof Neuenrade. Alternativplanungen sahen den Bau eines Viadukts zwischen Balve und Garbeck vor.
Das Hönnetal bot den Menschen seit der Altsteinzeit einen Besiedlungsraum. Spuren der Besiedlung finden sich aus unterschiedlichen Zeitperioden. Durch Auswaschungen des Kalksteins über Jahrtausende hinweg bildeten sich viele Höhlen im Karst, die nur zum Teil erschlossen sind. Die Veränderung der Wasserstände lässt sich an den Felswänden der Reckenhöhle ablesen. Folgende Höhlen sind heute bekannt: Frühlinghauser Höhle, Balver Höhle, Kepplerhöhle, Preuß-Höhle, Dahlmannhöhle, Volkringhauser Höhle, Karhofhöhle, Burschenhöhle, Reckenhöhle, Leichenhöhle, Honert-Höhle, Feldhofhöhle, Friedrichshöhle, Große Burghöhle und Kleine Burghöhle. In einigen gab es archäologische Funde. Die Balver Höhle wird heute für kulturelle Veranstaltungen genutzt. Die Reckenhöhle ist eine Schauhöhle. Im nahegelegenen Iserlohn befindet sich das Deutsche Höhlenmuseum.

## Das Hönnetal als Grenzland

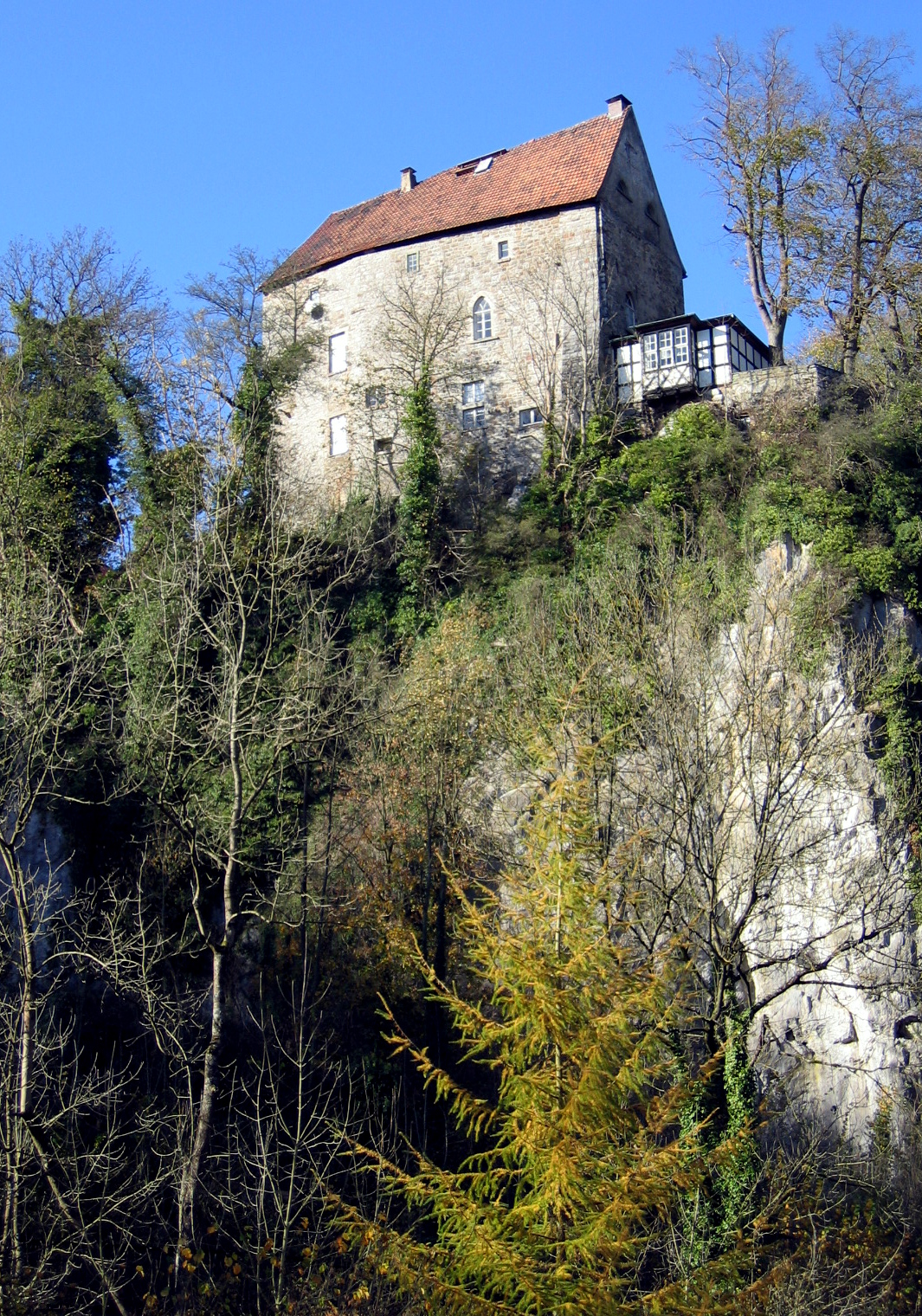
Burg Klusenstein vom Hönnetal aus gesehen

Das Hönnetal gehörte überwiegend im Mittelalter zur Grafschaft Arnsberg und von 1368 bis zur Säkularisation 1803 zum katholischen Herzogtum Westfalen im Kurfürstentum Köln. Die Stadt Neuenrade im obersten Teil des Tales gehörte zur protestantisch geprägten Grafschaft Mark.
Die Grenze der Grafschaft Arnsberg beziehungsweise des Herzogtums Westfalen zur Grafschaft Mark verlief nördlich von Neuenrade in einem Bogen westlich um Balve herum über die Höhenzüge des Balver Waldes, bis sie südlich der Burg Klusenstein die Hönne erreichte und ihr einige Kilometer folgte. Dann wandte die Grenze sich in westliche Richtung, so dass im Gebiet von Menden wieder beide Flussufer zum Herzogtum Westfalen gehörten (vgl. die Karte der Grafschaft Mark von Friedrich Christoph Müller aus dem Jahr 1791). Dies erklärt die besondere Rolle der Burg Binolen am sommerlich trockenfallenden Hönneübergang der Straße Arnsberg-Iserlohn auf arnsbergischer Seite im 13. Jahrhundert und der Burg Klusenstein auf märkischer Seite ab dem 14. Jahrhundert als ‚Grenzfesten‘ (sog. Raubritterburg) und die jahrhundertelangen Streitigkeiten zwischen ‚Märkern‘ und ‚Kurkölnern‘ im Balver Wald, insbesondere um die Eichelmast bei der Schweinehude (Allmende).

## Wirtschaftliche Nutzung

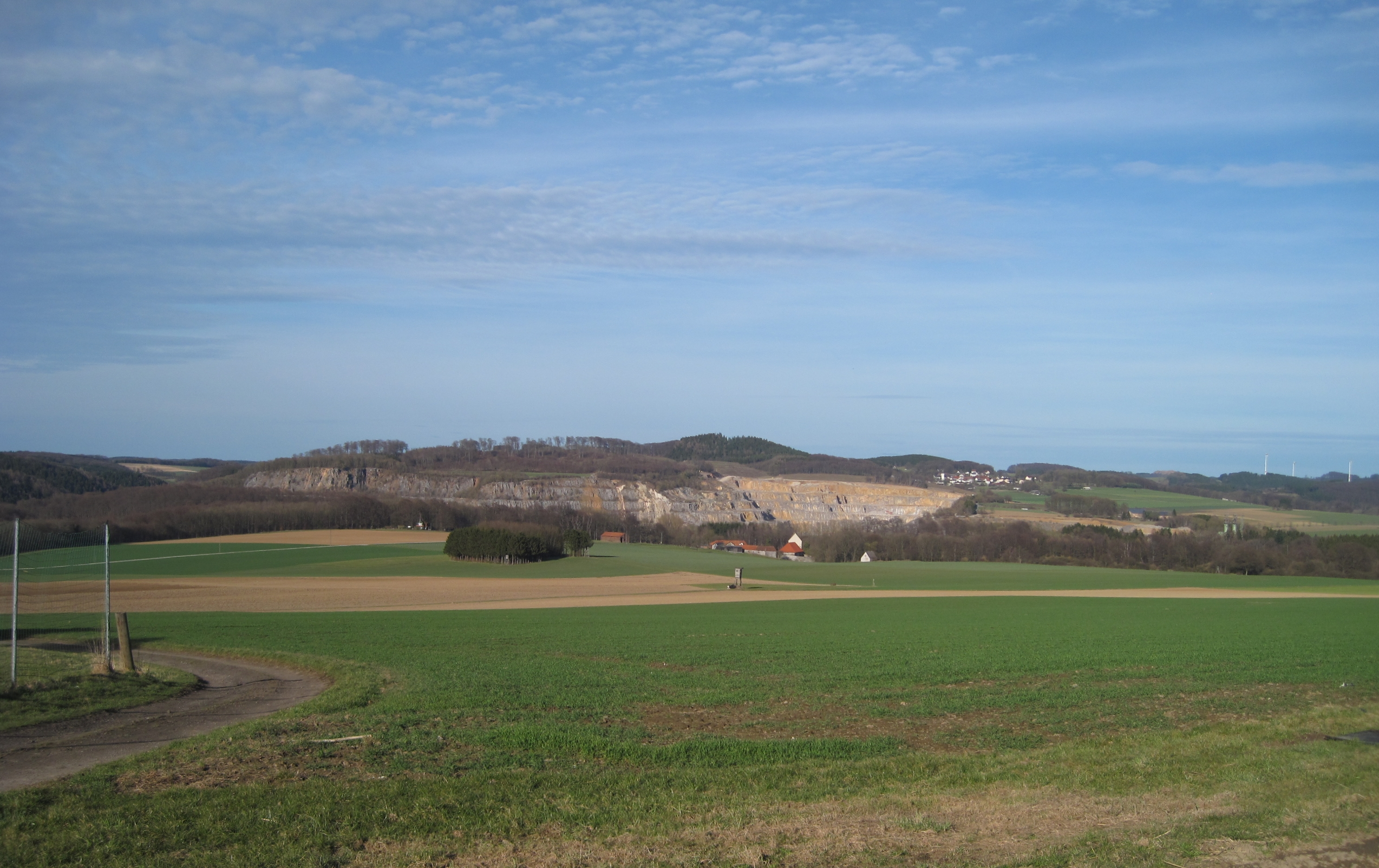
Rheinkalk-Steinbruch im Hönnetal

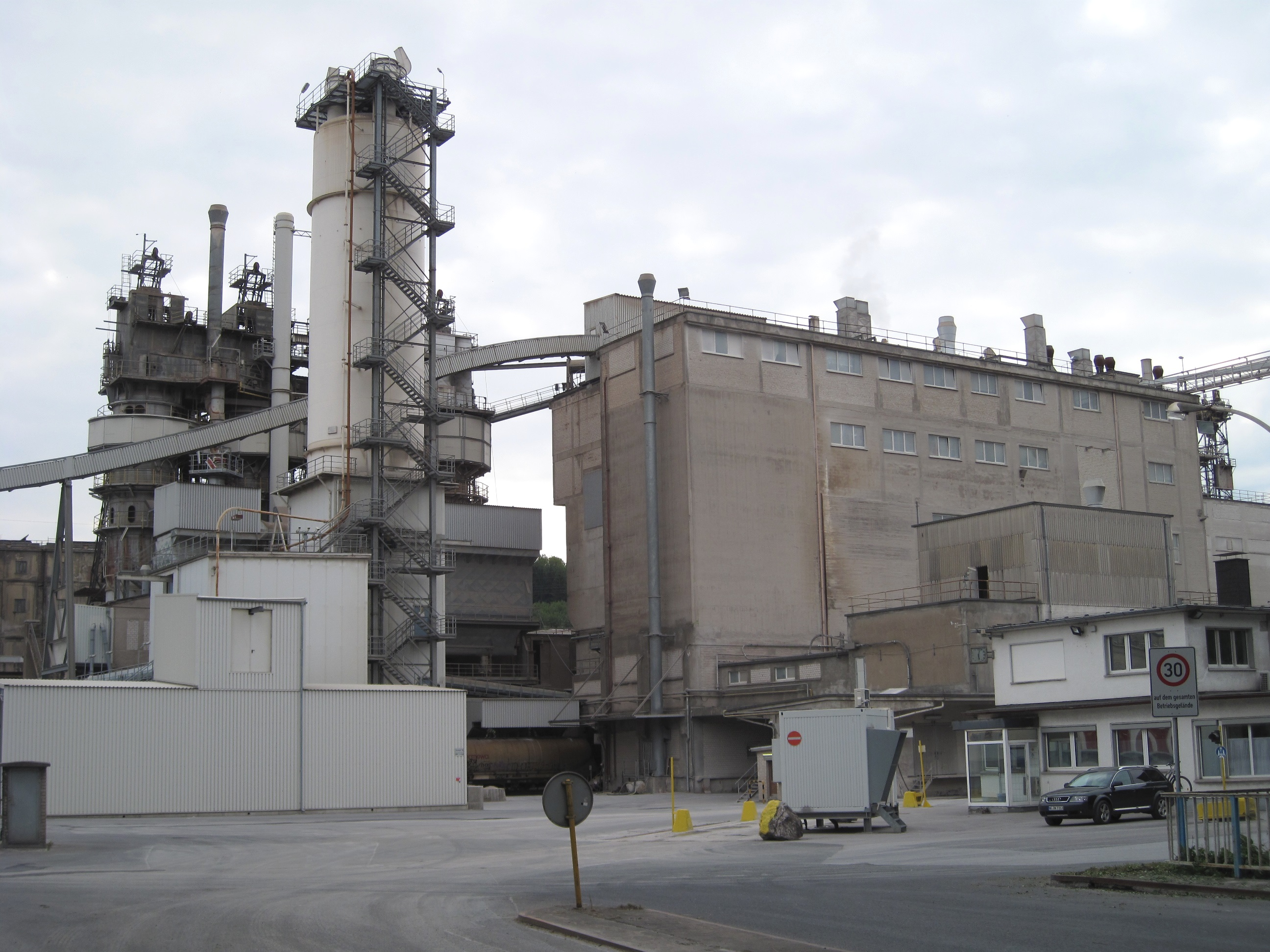
Schachtofenanlage Rheinkalk-Werk Hönnetal

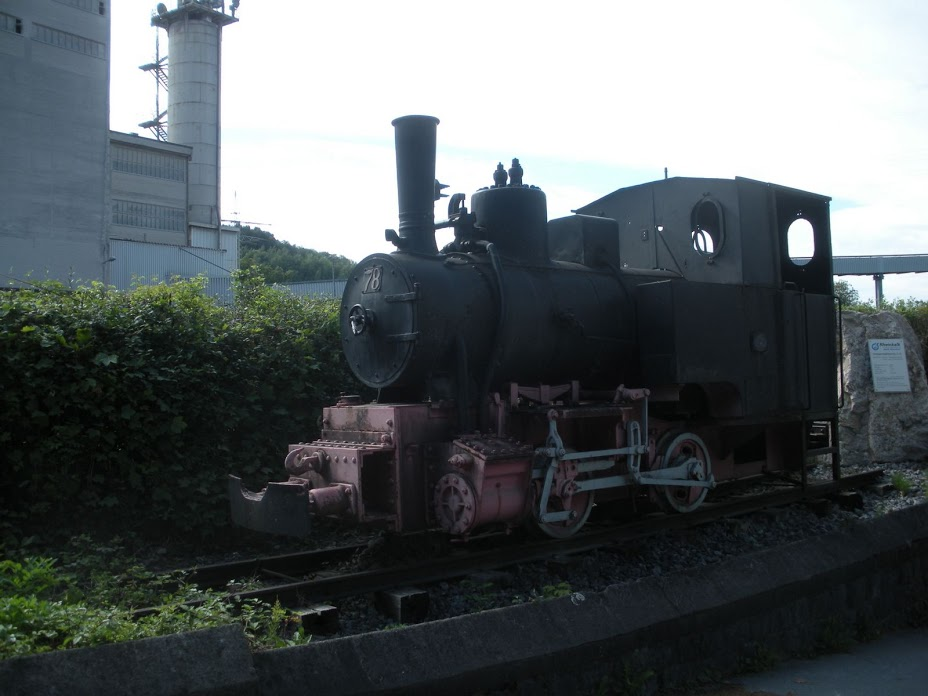
Dampflokomotive Nr. 78 an der Schmalspurbahn in Oberrödinghausen auf dem Rheinkalkgelände

Im Hönnetal und der direktem Umgebung werden seit dem 19. Jahrhundert größere Steinbrüche betrieben. Davon sind aktuell noch die Steinbrüche östlich Balve-Helle und südlich Menden-Oberrödinghausen in Betrieb. Der Steinbruch südlich Menden-Oberrödinghausen gehört zur Rheinkalk GmbH, einem Tochterunternehmen der belgischen Lhoist-Gruppe, dem weltgrößten Hersteller von Kalk- und Dolomit-Erzeugnissen.
Der Steinbruch ist einer der größten Kalksteinbrüche in Deutschland. Die Abbautiefe im Steinbruch beträgt bis zu 120 m. Im Steinbruch befinden sich aktuell zwei Seen. In Oberrödinghausen befindet sich ein großes Verarbeitungswerk für den gebrochenen Kalkstein. Im Werk Hönnetal verarbeitet Rheinkalk den Kalkstein zu Kalk. Der Steinbruch zwischen Balve-Helle und Balve-Wocklum gehört zur Brühne-Gruppe. Der Kalkstein wird im Kalkwerk Sanssouci der Brühne-Gruppe zu Kalk verarbeitet.
Mit der wirtschaftlichen Nutzung des Hönnetals ging die verkehrstechnische Erschließung einher. Insbesondere die Eröffnung der Hönnetalbahn im Jahr 1912 diente dem Ziel, Wirtschaft und Wohlstand in dieses abgeschiedene Tal zu bringen.

## Die „Schutzaktion des Hönnetals“
Der Erwerb des gesamten sich östlich der Hönnetalstraße bis nach Binolen hinziehenden Geländes durch die Rheinisch-Westfälischen Kalkwerke (RWK) in den Jahren 1912 und 1913 diente dem Ziel der vollständigen industriellen Nutzung des Hönnetals. Mit dem Abbau der „das Hönnetal umsäumenden Felspartien wäre die Schönheit des ganzen Tales für alle Zeiten vernichtet gewesen“.

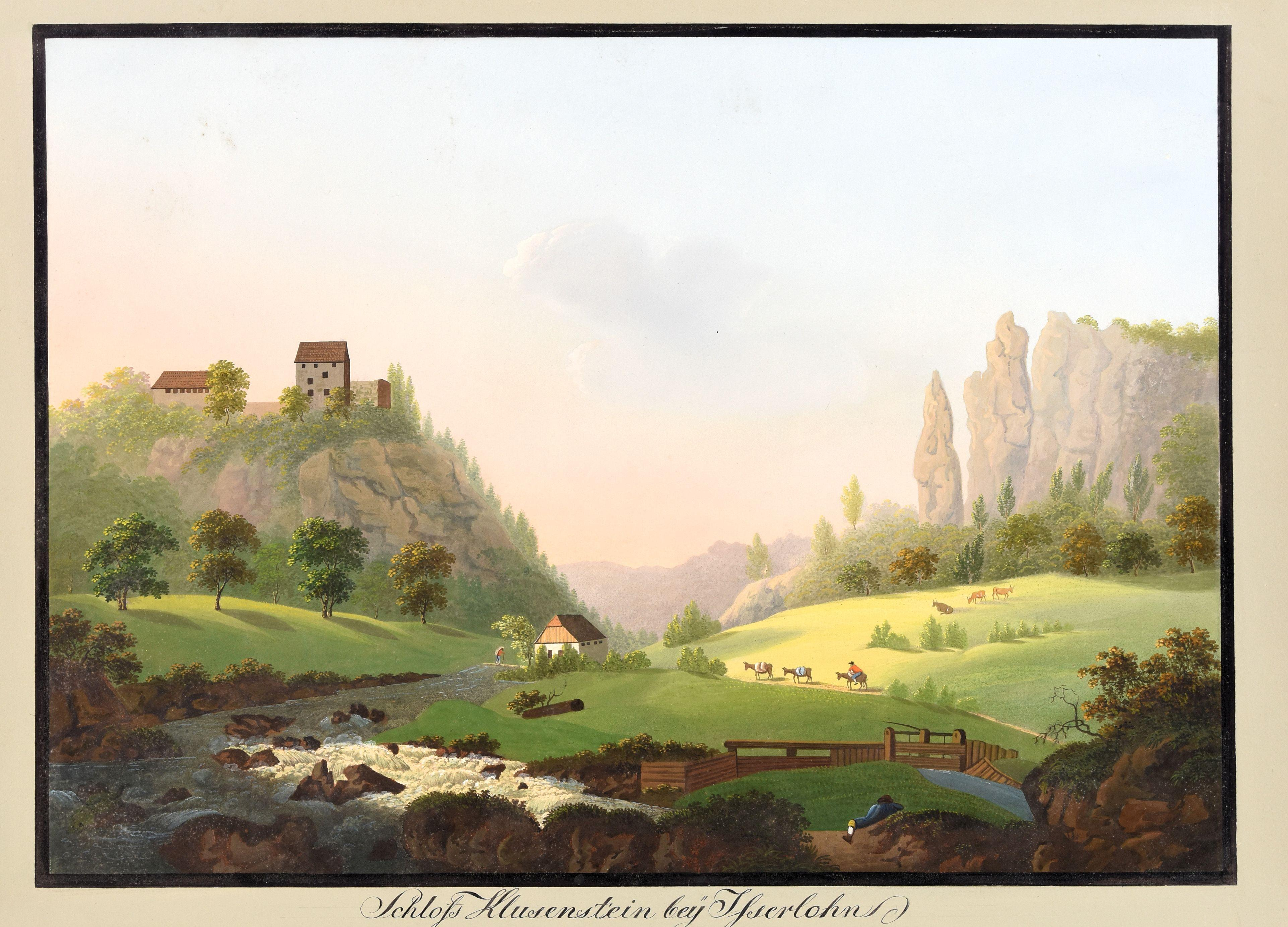
Bleuler, Schloß Klusenstein bei Iserlohn, um 1810.

Eine „Schutzaktion“, einberufen vom Arnsberger Regierungspräsidenten von Bake, „erwirkte die Erhaltung einer kulissenartigen Felswand zur Erhaltung der Schönheit des Hönnetals auf alle Zeit“. Begonnen in den Jahren 1912/1913, wurde die Schutzaktion zur Erhaltung des Landschaftsbildes im Hönnetal nach dem Ersten Weltkrieg im Jahr 1919 wieder aufgegriffen und 1920 erfolgreich zu Ende geführt, mit Unterstützung der Provinz Westfalen und ihrer Städte und Landkreise. Zur Durchführung waren mehr als 350.000 Reichsmark erforderlich. Die Besitzrechte gingen an den Kreis Arnsberg als Träger der Schutzaktion, um das Hönnetal „auf alle Zeit als Naturschutzgebiet unberührt“ zu erhalten. Die Schutzaktion umfasste die Strecke von der Asbecker bis zur Eisborner Kreisstraße, in der die besonders schönen Felspartien gelegen sind. Ein Steinbruchgelände von 23,5 Hektar Felspartien wurde im Tausch von der RWK erworben. Mit diesem Verhandlungsergebnis konnte eine kulissenartige 50 bis 100 Meter breite Fassade mit den dominierenden Felspartien vor dem Kalkabbau gerettet werden.

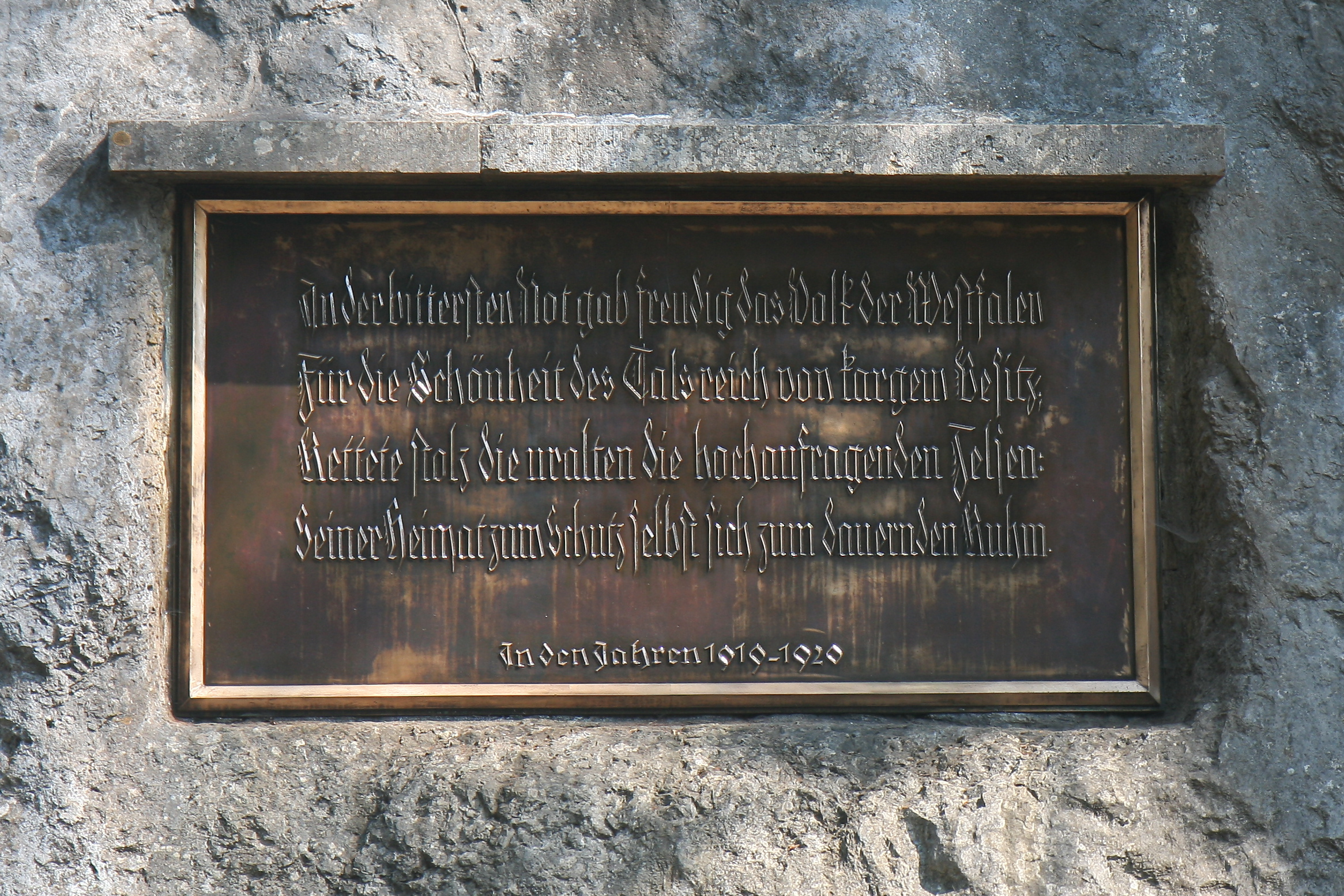
Inschrift: Schutzaktion für das Hönnetal in den Jahren 1919–1920

Zur Erinnerung an diese Schutzaktion, die als ein frühes Vorbild praktizierten Natur- und Landschaftsschutzes in Deutschland gelten kann, wurde eine Bronzetafel kurz vor Klusenstein im Fels angebracht, mit den beiden folgenden Distichen im Pathos der Zeit:
„In der bittersten Zeit gab freudig das Volk der Westfalen
für die Schönheit des Tals reich von kargem Besitz
rettete stolz die uralten die hochaufragenden Felsen:
Seiner Heimat zum Schutz, selbst sich zum dauernden Ruhm.“
Die Gedenktafel wurde im August 2019 vom Naturhistorischen Verein Hönnetal restauriert, mit öffentlicher Unterstützung in Höhe von 2.000 € durch das „Förderprogramm Heimat. Zukunft. Nordrhein-Westfalen. Wir fördern, was Menschen verbindet“ (Heimatscheck).

## Naturschutz

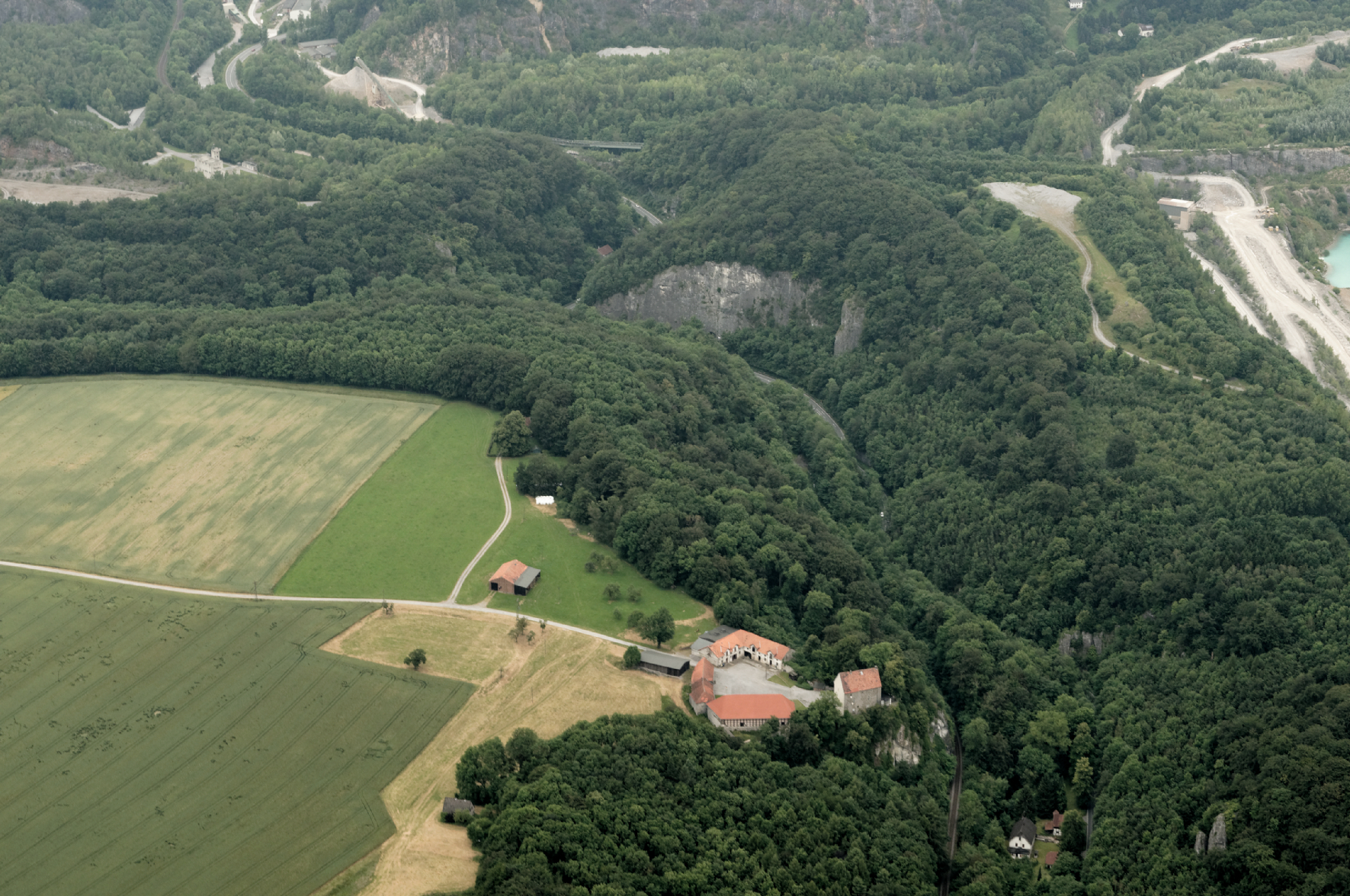
Teil des Naturschutzgebietes Hönnetal bei Burg Klusenstein; oberhalb von Klusenstein ist die Uhuwand zu sehen

Seit 1920 stehen Teile des Hönnetals mit den hohen Felsen als Naturschutzgebiet (NSG) unter Naturschutz. 2015 ist das NSG auf 144,15 ha erweitert worden. In der gleichen Größe und Grenzen ist das Hönnetal auch als europäisches Schutzgebiet nach Natura2000 als FFH-Gebiet (DE-463-301) ausgewiesen. Grund sind erhaltene Schluchtwälder, zahlreiche Felsen mit Kalkpionierrasen und Felsspaltenvegetation, nicht touristisch erschlossene Höhlen mit spezialisierter Fauna, großflächige Waldmeisterbuchenwälder, Orchideen-Kalk-Buchenwald und Vorkommen FFH-relevanter Arten (insbesondere Fledermäuse). Vor allem der lückige Kalk-Pionierrasen und die Schlucht- und Hangmischwälder sind als prioritäre Lebensräume ausgewiesen und unterliegen einem besonderen Schutz. Es wurden die Fledermausarten Teichfledermaus, Großes Mausohr, Große Bartfledermaus, Wasserfledermaus und Fransenfledermaus nachgewiesen.
Das Hönnetal ist ehemaliger Brutplatz von Uhu und Wanderfalke. Schon 1841 findet sich im Buch Das malerische und romantische Westphalen der Nachweis über Uhus im Hönnetal. Die Autoren schreiben über die damalige Burgruine Klusenstein und die umgebenden „Felsriffe“ „… wenn in der Dämmerung die grosse Rehverzehrende Ohreule Schufut sie umkreist.“ Schufut war einer der alten Namen für den Uhu.

## Das romantische Hönnetal

Klusenstein um 1850

Balver Höhle um 1840

Levin Schücking und Ferdinand Freiligrath schreiben in „Das malerische und romantische Westfalen“ im Jahr 1841 über das Hönnetal:
„Es ist eine romantische Wanderschaft; das Tal klemmt sich immer wilder und düsterer endlich zur engen Schlucht zusammen; die schmale Hönne rauscht pfeilschnell unten über kantige Felsbrocken, aufbrodelnd und Streichwellen über den Fußweg schleudernd, bis endlich aus tiefem Kessel uns das Gebrause und Schäumen einer Mühle entgegen stürmen. Hier ist die Fährlichkeit überwunden, eine kühne und kuppige Felswand springt vor uns auf, drüben ragen die Ringmauern und Trümmer einer alten Burg, aus der ein neues Wohnhaus wie ein wohlhäbiger Pächter einer alten Ritterherrlichkeit hervorlugt. (…) Das Gewölbe ist schön und weit gespannt, ein kühnes Bauwerk; der erste Raum ist gegen 60 m lang. An der Decke und Seitenwänden glänzt hängendes Tropfgestein von rötlicher Farbe und eigenartigen Bildungen; an jeder Spitze ein gräulich glänzender Tropfen der langsam fällt und die Höhle mit einem einförmigen Geräusche einschläfert. Im Hintergrund klaffen zwei dunkle Spalten auf, die man mit Fackellicht, scheu vor dem überall versickernden Wasser, gebückt vor den wie Spieße niederdrohenden Tropfsteinzapfen, betritt, vorsichtig durchschreitet, endlich durchkriecht. Nach mühseliger Fahrt dämmert der Schimmer des Tages uns entgegen, wir stehen wieder in der Eingangshalle, ehe wir’s gedacht und sind verwundert, einen Halbkreis beschrieben zu haben, während wir uns den Eingeweiden der Erde immer mehr zu nähern glaubten.“
„Von Klusenstein führt das Hönnethal weiter hinauf an dem hübsch gelegenen Wirthshaus Sanssouci vorüber nach dem Städtchen Balve, in dessen Nähe die Gegend weniger wild romantisch ist, aber ebenfalls ein merkwürdiges Denkmal schaffender Naturkräfte in der „Balver Höhle“ besitzt – wie das Kalksteingebirge zwischen Ruhr und Lenne überhaupt einen auffallenden Reichthum an Grotten und Höhlen hat. Die Balver Höhle zeichnet sich durch das großartige Thorgewölbe, das ihr zur Einfahrt dient, aus. Sie besitzt viele Reste antediluvianischer Thiere – man findet Zähne urweltlicher Geschöpfe bis zu sieben Pfund Gewicht.“.
Alte Postkarten belegen das frühe touristische Interesse an dieser Region:

Brücke im Hönnetal
Sieben Jungfrauen
Balver Höhle 1895
Balver Höhle 1904

## Das mystische Hönnetal

Die letzte Postkutsche

Die Ursprünglichkeit des Hönnetals förderte die Bildung von zahlreichen Sagen. Die zahlreichen kleinen und großen Höhlen wurden während der Eisenzeit von den Menschen benutzt, vermutlich als Begräbnisorte und wohl auch als Kultplätze.
Noch in unseren Tagen werden dort menschliche Hinterlassenschaften auch aus der Bronzezeit gefunden, aus denen geschlossen werden kann, dass die Höhlen zum einen als Wohn- aber auch als Grabstätte, z. B. der Germanen, genutzt wurden. Aus der Art und Beschaffenheit der Funde kann nicht sicher auf einen damaligen, eventuell religiös motivierten Kannibalismus geschlossen werden. Beweise dafür will unter anderen Dr. Bruno Bernhard, Assistenzarzt an der psychiatrischen Klinik in Würzburg, gefunden haben, der mit dem Geologen Emil Carthaus und dem Heimatkundler Wilhelm Bleicher als Verfechter der Kannibalismus-These galt. Funde von 1891 wurden zeittypisch in diesem Sinne gedeutet. Zuletzt wurde diese These von Harald Polenz wieder aufgegriffen.
Um 1730 befand sich eine Falschmünzerwerkstatt im hintersten Teil der Honert-Höhle, die bei Ausgrabungen des Privatdozenten Dr. Julius Andree im Sommer 1926 entdeckt wurde.

## Rüstungsprojekt und Zwangsarbeit im Hönnetal

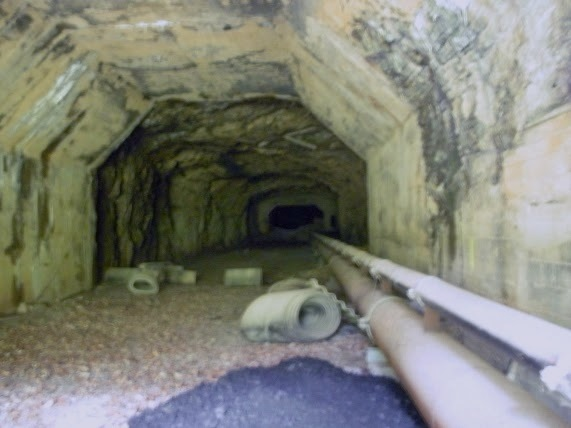
Stollenanlage Schwalbe I im Hönnetal

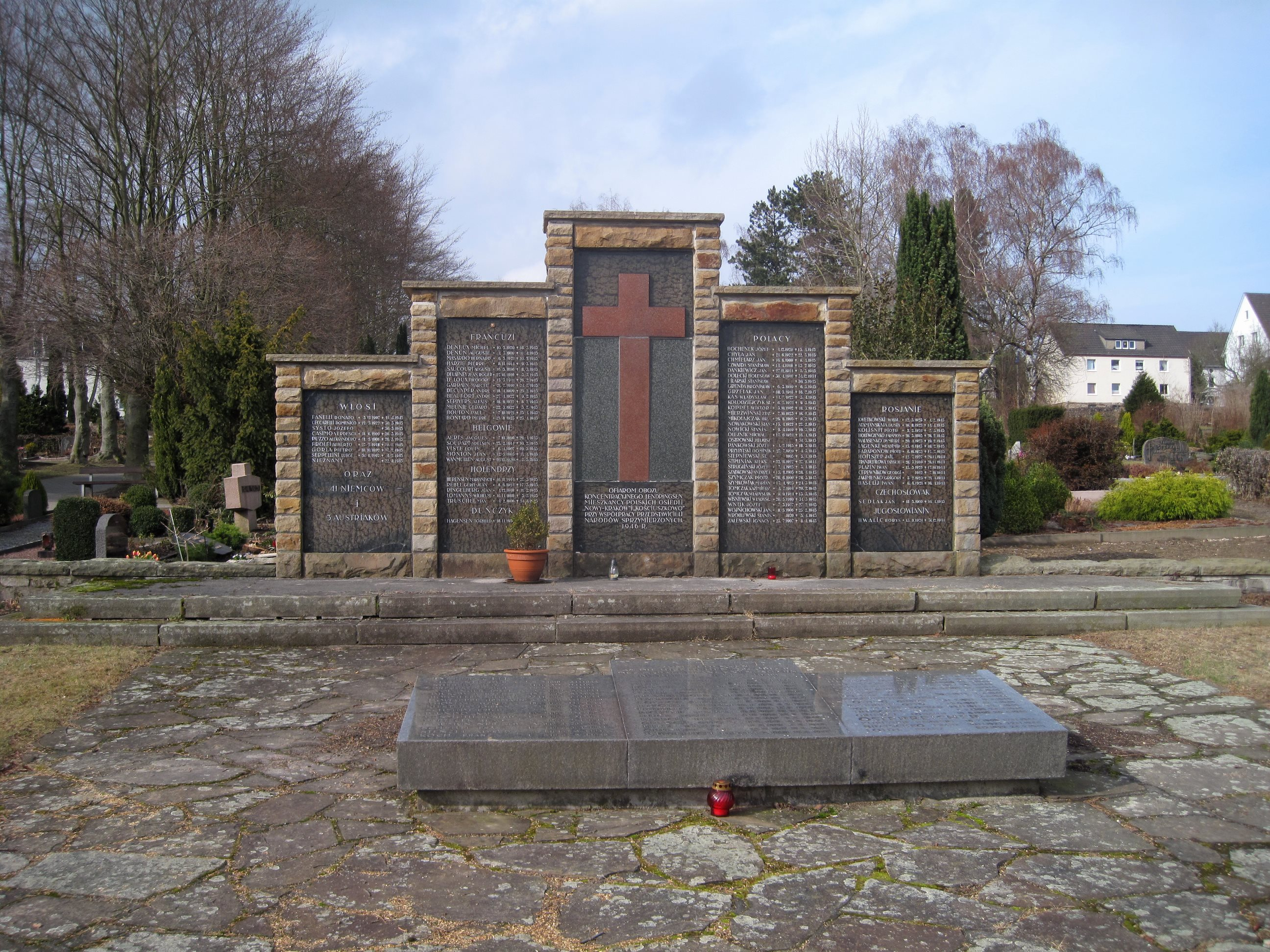
Ehrengrabstätte auf dem Friedhof Lendringsen

In den Steinbrüchen des Hönnetals befindet sich mit Schwalbe I eine gigantische Stollenanlage, eines der größten und geheimsten Bauprojekte der Untertage-Verlagerung des Dritten Reiches. Die Anlage mit dem Decknamen „Eisenkies“ (der Mineralname ist hier die Kennung für eine neue, eigens eingerichtete Stollenanlage) war kurz vor Kriegsende eines der größten nationalsozialistischen Rüstungsprojekte. Viele renommierte Firmen waren an dem Projekt beteiligt.
Zweck der Projekte war die Errichtung von Hydrieranlagen mangels Flugbenzin. Ab Mitte 1944 wurden mehr als 10 000 Menschen verschiedener Nationalitäten – Fachkräfte, Arbeiter, Zwangsarbeiter, Gefangene, KZ-Häftlinge – als Arbeitssklaven herangezogen. Die Zahl der Zwangsarbeiter im Lager Sanssouci war die höchste. Untergebracht waren die Arbeitssklaven in mehreren Lagern im Hönnetal, von Balve Helle bis Lendringsen (Biebertal). Zuständig für die Organisation der Zwangsarbeit in diesem Tal des Todes war Gestapo-Mann Karl Gertenbach, Kriminalobersekretär aus Lüdenscheid (er nahm sich am 15. Mai 1945 in der Haft das Leben).
Viele der Zwangsarbeiter wurden getötet, verhungerten oder starben durch Unfälle in den Kalkwerken. Tote aus ganz Europa wurden auf dem Friedhof Lendringsen begraben. Einige Opfer aus westeuropäischen Ländern wurden nach dem Krieg in ihre Heimat überführt. Ein Denkmal auf dem Friedhof Lendringsen nennt 132 Namen, darunter 41 Deutsche. Die tatsächliche Zahl der Opfer dürfte um ein Vielfaches höher liegen, genaue Zahlen sind unbekannt. Meldungen an das Standesamt Balve (mit gefälschten Diagnosen) unterblieben nach dem Jahreswechsel 1944/45.
Die US-Army besetzte am 12. und 13. April 1945 Balve und das Hönnetal und befreite die noch lebenden Zwangsarbeiter. Von 15. April bis Ende Juni kam es immer wieder zu Überfällen durch ehemalige Gefangene, mit einzelnen Toten. Im Buch Heimat unter Bomben – Der Kreis Arnsberg im Zweiten Weltkrieg wurden im Kapitel Terror aus den Lagern im Hönnetal die Zwischenfälle dokumentiert. Ende Juni nahmen die Überfälle ab, da nun die britischen Besatzungsbehörden Maßnahmen dagegen ergriffen. Mit Räumung des Lagers Asbeck gingen die Überfälle zu Ende.
Der Hauptzugang zur Stollenanlage war bis 2019 leicht zugänglich. Er enthält Einbauten aus den 60er-Jahren (Brecheranlage). 2019 wurde der Hauptzugang zur Stollenanlage mit Steinbruchmaterial zugeschoben.
Bis heute findet sich im Hönnetal – mit Ausnahme der von Polen errichteten Ehrengrabstätte auf dem Friedhof Lendringsen und einer Gedenktafel auf dem für die Öffentlichkeit nicht zugänglichen Polizeigelände – kein öffentlicher Hinweis auf das Rüstungsprojekt und keine Erinnerungsstätte an die Opfer von Schwalbe I. Die Dimension des Projekts ist in der Bevölkerung weitgehend unbekannt. Führungen werden nicht angeboten.

## Das Hönnetal als Klettergebiet

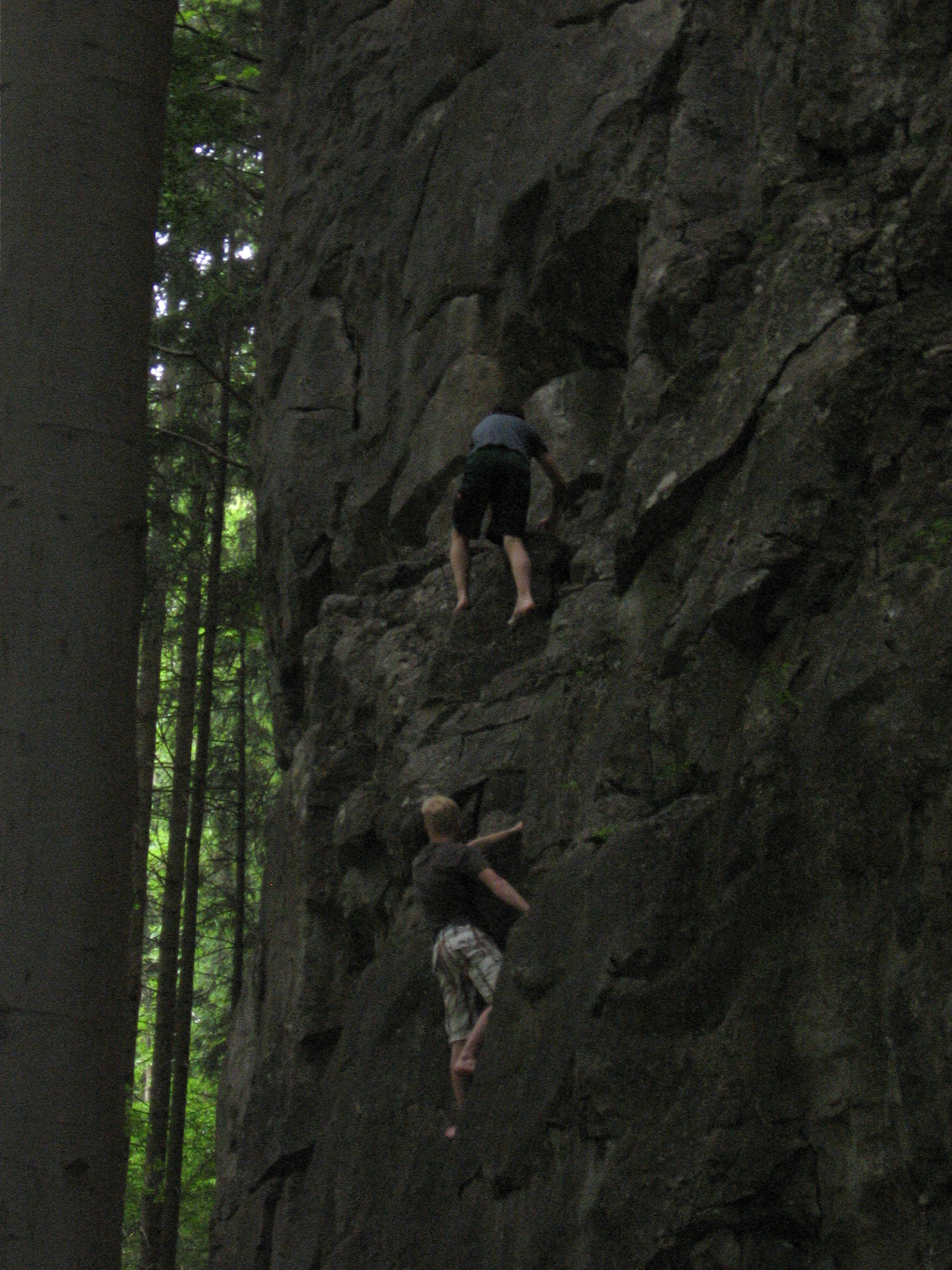
Zwei illegale Kletterer 2013 am Bärenstein im Naturschutzgebiet Hönnetal mit Kletterverbot

Das Hönnetal ist eines der historisch bedeutsamen Klettergebiete Deutschlands. Im Hönnetal wurde seit Mitte der 1940er-Jahre geklettert. Eine intensive Erschließung mit Kletterrouten begann 1955. Die Felsen wurden 2012 von der Bezirksregierung Arnsberg ganz für das Klettern gesperrt. Die bis zu 60 m hohen Kalksteinwände boten überwiegend technisch anspruchsvolle Kletterei. Etwa 500 Routen wurden an 40 Felsen erschlossen.
Die Kletterfelsen teilen sich auf fünf Bereiche auf. Westlich der Hönne und nördlich von Binolen befanden sich Kletterfelsen mit Phantasienamen wie Binoler Wand, Feldhofstein, Burgfelsen, Klusenstein, Mooswand und Sirenpfeiler. Nach Norden folgten Felsen mit Bezeichnungen wie Dohlenstein, Schluchtstein, Löwenstein (auch Habichtsley genannt), Kreuzfelsen (auch Hosterley genannt), Kanzelstein, Tafelstein, Eulenwand, Uhuturm und Uhuwand an. Nördlich des Binoler Bahnhofs befindliche Kletterfelsen wurden Bärenstein, Waldstein, Waldsteinchen, Troll, Gnom und Hausstadtfelsen genannt, südlich der Reckenhöhle schlossen sich Felsen mit folgenden Bezeichnungen an: Reckenhöhle, Linker Burschenfelsen, Rechter Burschenfelsen, Loch Näss. Südlich der Straße nach Grübeck, im sog. Kleinen Hönnevalley, fanden sich Der kleine Felsen, Karhoffhöhle, Afrikafels, Offener Felsen und Versteckter Felsen.
Im Interesse des Naturschutzes wurden die Felsen westlich der Hönne und nördlich der Abfahrt nach Eisborn behördlicherseits seit den 1970er Jahren gesperrt. Im Jahr 2012 teilte die Bezirksregierung Arnsberg den örtlichen Kletterverbänden, dem DAV und der IG Klettern, sowie der Unteren Landschaftsbehörde des Märkischen Kreises mit, dass im FFH-Gebiet Hönnetal, einem Schutzgebiet von europäischem Rang, generell absolutes Kletterverbot herrsche. Es folgten heftige Auseinandersetzungen zwischen Interessenverbänden der Sportkletterer und den zuständigen Behörden, die bis heute anhalten. Argumentiert wird insbesondere mit den Widersprüchen, die sich aus der Genehmigung der naturbelastenden Kalkindustrie im Hönnetal und der Nutzung des Hönnetals als stark frequentiertem Verkehrsweg (Bundesstraße), und andererseits dem Verbot einer naturschonenden Nutzung des Hönnetals als Gebiet für die Sportkletterei ergeben.

## Nutzung des Hönnetals als Radstrecke
Das Hönnetal stellt eine natürliche Verbindung zwischen RuhrtalRadweg und Lenneroute dar. Die Ausweisung eines durchgehenden bundesstraßenbegleitenden Radwegs ist seit langem angekündigt und wird von den lokalen Behörden nachdrücklich gefordert und unterstützt.
Sie wird jedoch offenkundig seitens der Landesbehörden mit normativen Argumenten verhindert bzw. verschleppt (notwendige Breite des Radwegs auch an den Engstellen: 2,5–3 Meter). Die naturschonende Nutzung eines Radweges kommt somit auch weiterhin nicht zum Tragen.

## Andere Freizeitaktivitäten
Das Hönnetal bietet malerische, auch für den ungeübten Wanderer geeignete Strecken (Christine-Koch-Weg). Dabei präsentiert das Hönnetal in seiner Gesamtheit und die Umgebung viele unterschiedliche Sehenswürdigkeiten. Neben den bereits im Text genannten Höhlen und der Burg Klusenstein liegt davon noch der Oberrödinghauser Hammer direkt im Hönnetal.

## Verkehrsanbindung

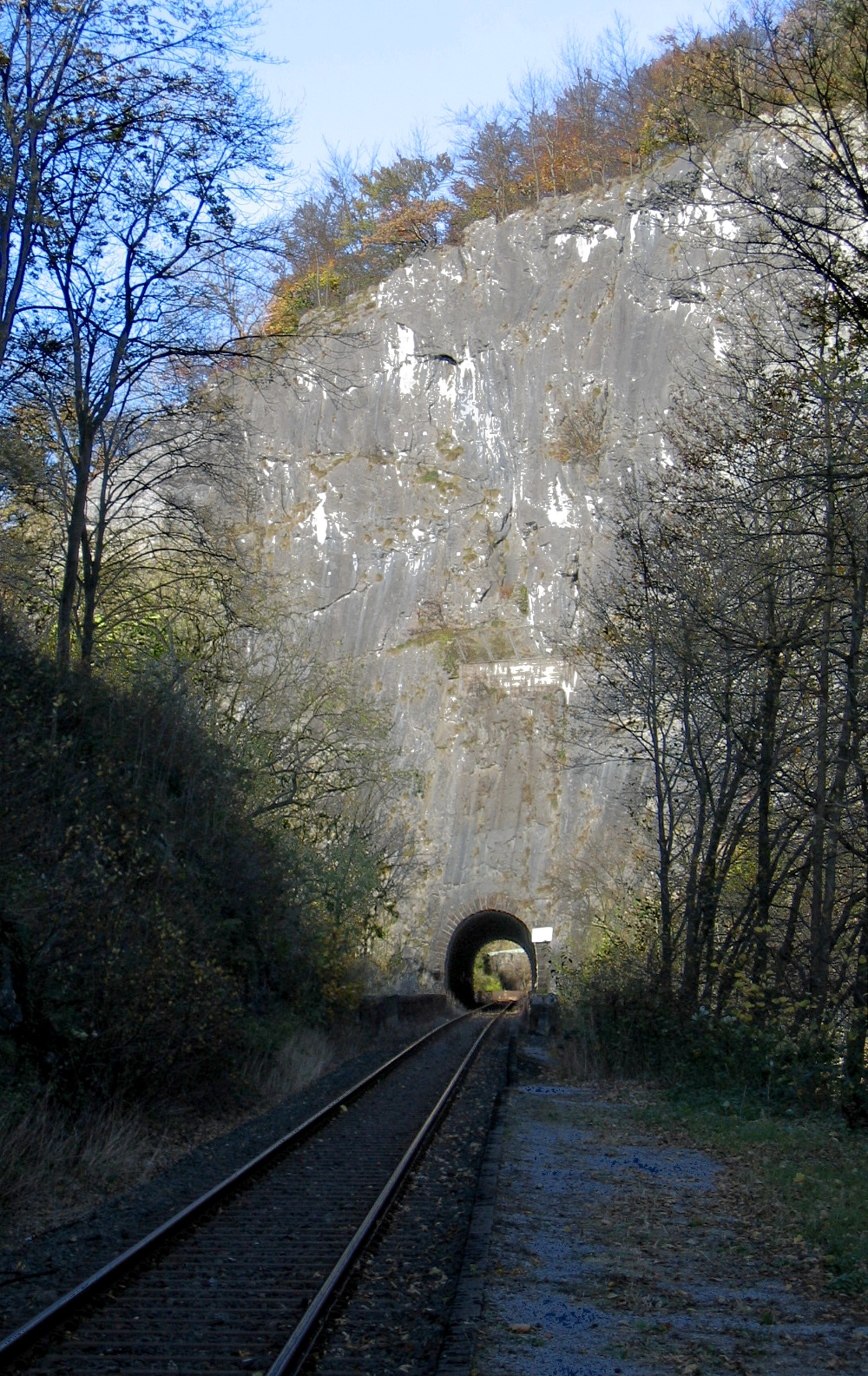
„Uhufelsen“ (Tunnel der Hönnetalbahn)

Das Hönnetal ist für den Individualverkehr durch die Bundesstraße 515 und die Bundesstraße 229 erschlossen, aber auch durch die Hönnetal-Bahn. Zum Schutz der B 229 vor Steinschlag wurden immer wieder großflächige Arbeiten im Fels durchgeführt. So wurden Netze zum Schutz gegen Steinschlag aufgestellt und mit Felsankern gesichert. Die ursprüngliche Gestalt der geschützten Hönnetalfelsen wurde trotz Ausweisung als Naturschutzgebiet stark verändert. Zuletzt wurden im August 2011 massive Sicherungsmaßnahmen durchgeführt. Vorher war aus rund 30 Metern Höhe ein Felsbrocken im Durchmesser von ca. 1,5 Meter auf die Straße gestürzt. Dieser Felsbrocken war über ein Schutzgitter hinweggesprungen und auf die Straße gefallen. Auf der Straße war der Felsbrocken in drei Teile zersprungen und hatte die dortige Leitplanken und ein vorbeifahrendes Auto beschädigt. Danach war die B 515 in diesem Bereich einige Zeit komplett gesperrt, bis Felssicherungsmaßnahmen durchgeführt wurden.